# Liste der denkmalgeschützten Objekte in Häselgehr
Die Liste der denkmalgeschützten Objekte in Häselgehr enthält die denkmalgeschützten, unbeweglichen Objekte der Gemeinde Häselgehr.

## Denkmäler
| Foto |                 | Denkmal                                                                                                 | Standort                                     | Beschreibung | Metadaten |
| ---- | --------------- | --- | -------------------------------------------- | --- | --- |
| ja   | Datei hochladen | Pestkapelle hl. Sebastian mit aufgelassenem Friedhof HERIS-ID: 64306 Objekt-ID: 77013 TKK: 28286        | östlich Grießau 36 Standort KG: Häselgehr    | Die Kapelle wurde 1696 erbaut und erhielt im Zug einer Vergrößerung im Jahr 1832 ihren Dachreiter. | BDA-Hist.: Q38106555 Status: § 2a Stand der BDA-Liste: 2025-06-30 Name: Pestkapelle hl. Sebastian mit Friedhof GstNr.: .473 Pestkapelle Grießau                                         |
| ja   | Datei hochladen | Kath. Pfarrkirche hl. Martin, Friedhof mit Aufbahrungshalle HERIS-ID: 55438 Objekt-ID: 64094 TKK: 28296 | bei Häselgehr 46 Standort KG: Häselgehr      | Die Kirche wurde Anfang des 18. Jahrhunderts erbaut, 1740 umgestaltet, 1753 erweitert und 1803 unter Beibehaltung des Turmes neu errichtet. An das vierjochige Langhaus schließt ein eingezogener Polygonalchor mit stirnseitigem Sakristeianbau an. Das Innere weist ein flaches Tonnengewölbe mit Stichkappen und eine Doppelempore auf. Die Deckenfresken mit Szenen aus dem Leben des hl. Martin sowie Heiligendarstellungen wurden 1806 von Karl Selb und Josef Anton Selb geschaffen. 1872/1882 wurden diese von Johann Kärle mit reicher Schablonen-Dekorationsmalerei umgeben. | BDA-Hist.: Q15297245 Status: § 2a Stand der BDA-Liste: 2025-06-30 Name: Kath. Pfarrkirche hl. Martin, Friedhof m. Aufbahrungshalle GstNr.: .423, 4254 Pfarrkirche hl. Martin, Häselgehr |
| ja   | Datei hochladen | Widum HERIS-ID: 55436 Objekt-ID: 64092 TKK: 128245                                                      | Häselgehr 46 Standort KG: Häselgehr          | Das Widum wurde im Jahr 1740 erbaut. | BDA-Hist.: Q38065586 Status: § 2a Stand der BDA-Liste: 2025-06-30 Name: Widum GstNr.: .424                                                                                              |
| ja   | Datei hochladen | Kapelle hl. Maria, Aukapelle, Mariahilf-Kapelle HERIS-ID: 55437 Objekt-ID: 64093 TKK: 28285             | südlich Häselgehr 191 Standort KG: Häselgehr | An den rechteckigen Gebetsraum der Kapelle schließt ein Dreiachtelchor mit gelängten Schrägseiten an. Ein Rokokorahmen umgibt das Mariahilf-Gemälde am Altar. | BDA-Hist.: Q38065594 Status: § 2a Stand der BDA-Liste: 2025-06-30 Name: Kapelle hl. Maria, Aukapelle, Mariahilf-Kapelle GstNr.: .448                                                    |